# Tauer
Tauer (baix sòrab: Turjej) és un municipi alemany que pertany a l'estat de Brandenburg. Forma part de l'Amt Peitz. És a la zona d'assentament dels sòrabs i comprèn els barris de Schönhöhe (Sejnejda) i Teerofen.

## Personatges il·lustres
- Fryco Rocha, mestre sòrab.